# A Fever You Can't Sweat Out
A Fever You Can't Sweat Out je prvi album skupine Panic! at the Disco. Izšel je leta 2005 pri založbi Decaydance Records.

## Kratek opis
Album je sestavljen iz 14-tih pesmi, ki so predvsem v stilu svojih starejših vzornikov Blink 182, se pravi v modernem, melodičnem pop-punk žanru, kateremu so dodali še elektronske plesne ritme. Značilnost tega albuma pa je tudi emocore vokal pevca skupine Brendona Urie.

## Vsebina albuma
1. Introduction – 0:38
2. The Only Difference Between Martyrdom and Suicide Is Press Coverage – 2:56
3. London Beckoned Songs About Money Written by Machines – 3:26
4. Nails for Breakfast, Tacks for Snacks – 3:26
5. Camisado – 3:14
6. Time to Dance – 3:24
7. Lying Is the Most Fun a Girl Can Have Without Taking Her Clothes Off – 3:23
8. Intermission – 2:38
9. But It's Better If You Do – 3:28
10. I Write Sins Not Tragedies – 3:08
11. I Constantly Thank God for Esteban – 3:33
12. There's a Good Reason These Tables Are Numbered Honey, You Just Haven't Thought of It Yet – 3:19
13. Build God, Then We'll Talk – 3:43
14. I Write Sins Not Tragedies (Live - v živo) – 3:46